# Большой Зюдостинский
Большой Зюдо́стинский (Большой Зюйдостинский) — остров в северо-западной части Каспийского моря, в дельте реки Волга. Административно относится к Володарскому району Астраханской области.

## География
Ближайшим крупным водотоком дельты является Белинский банк, его основное русло (Старый, или Большой, Белинский Банк) проходит несколькими километрами западнее, по руслу проложен Белинский канал. В окрестностях острова существует система водотоков, связанных с Белинским банком.
Ближайший участок суши на западе — остров Малый Зюдостинский, между островами на мелководье проложены русла каналов. Западнее Малого Зюдостинского проложены каналы, соединяющие расположенную севернее протоку Ушаковский Банк (система Малобелинского Банка) с устьем Старого Белинского Банка (с Белинским каналом) южнее. Ещё западнее — острова Вшивые и восточный берег Старого Белинского Банка (коса Большая Белинская).
Северо-западнее — система проток Малобелинского Банка, восточного водотока Белинского Банка (Ушаковский Банк, Глагол, Кривой Банк, ерики Дядина Дыра и Два Брата). На севере через мелководье проложен рыбоходный Малобелинский канал, огибающий затем остров с востока. Севернее Малобелинского канала и связанной с ним протоки Сухонский банк расположен остров Сухоненок.
Северо-восточнее пересекаются рыбоходные каналы — Рычанский, Карайский, Васильевский (от устья Васильевского банка). Единый канал, идущий затем на юг, носит название Карайского. Юго-восточнее Большого Зюдостинского, в районе Хасанской впадины (небольшое понижение дна), Малобелинский канал соединяется с Карайским. Северо-восточнее, за Карайским каналом — отмель Осередок. На востоке, за каналом — остров Дальний, северная часть отмели Дальняя Коса (южная часть — это остров Дальний Новый). К югу от острова Большой Зюдостинский — мель Якунчик.

## Хозяйственная деятельность
Берега острова и окрестное тихое мелководье, с пониженной скоростью течения воды (0,2 м/с), обильно заросли кундраком (распространённое в Астраханской области название водной растительности). В то же время в восточной и центральной частях Большого Зюдостинского имеется рукотворный объект — обводнительный канал, соединённый с морем на восточном берегу острова.
На острове и вокруг него осуществляются:
- добыча ондатры (живёт в хатках в прибрежных зарослях)[2];
- вылов рыбы[10].

## Топографические карты
- Лист карты L-39.  Масштаб: 1 : 1 000 000. Указать дату выпуска/состояния местности.